# Кешерія
Кешерія (рум. Cășăria) — село у повіті Нямц в Румунії. Входить до складу комуни Добрень.
Село розташоване на відстані 283 км на північ від Бухареста, 7 км на північний схід від П'ятра-Нямца, 89 км на захід від Ясс.

## Населення
За даними перепису населення 2002 року у селі проживали 253 особи, усі — румуни. Усі жителі села рідною мовою назвали румунську.